# Liste des maires de Lescar
Cet article dresse une liste par ordre de mandat des maires de la ville de Lescar.

## Liste des maires de Lescar
| Période      | Période      | Identité           | Étiquette        | Qualité |
| ------------ | ------------ | ------------------ | ---------------- | --- |
| 1789         | 1791         | M. Pley            |                  | |
| 1792         | 1794         | M. Costadoat       |                  | |
| 1794         | 1798         | M. Castaing-Foix   |                  | |
| 1798         | 1803         | M. Bergé           |                  | |
| 1803         | 1806         | M. Passicousset    |                  | |
| 1808         | 1815         | M. Castaing        |                  | |
| 1815         | 1816         | M. Cambuston       |                  | |
| 1816         | 1824         | M. Laplace         |                  | |
| 1824         | 1835         | M. Taco            |                  | |
| 1831         | 1832         | M. Vignau-Laulhère |                  | |
| 1832         | 1845         | M. Castaing        |                  | |
| 1845         | 1848         | M. Giraudy         |                  | |
| 1848         | 1877         | M. Bolle           |                  | |
| 1877         | 1884         | M. Bergerot        |                  | |
| 1884         | 1919         | Paul d'Ariste      | Droite           | Avocat au barreau de Paris Député de la 2e circonscription de Pau (1876 → 1881)                                                            |
| 1919         | 1925         | M. Esponnère       |                  | |
| 1925         | 1929         | M. Uglas           |                  | |
| 1929         | 1933         | M. Biatarana       |                  | |
| 1933         | 1934         | M. Brèque          |                  | |
| juillet 1933 | janvier 1970 | Denis Touzanne     | SE               | Industriel |
| janvier 1970 | 1976         | Roger Cadet        | DVD-CD           | Conseiller général du canton de Lescar (1955 → 1979)                                                                                       |
| 1976         | mars 1983    | Alban Cillaire     | DVG              | Professeur d’éducation physique |
| mars 1983    | mars 2008    | René Claverie      | UDF-CDS puis UMP | Médecin Conseiller général du canton de Lescar (1985 → 1998)                                                                               |
| mars 2008    | juillet 2020 | Christian Laine    | PS               | Ingénieur en science sociale 9e vice-président de la CA Pau Béarn Pyrénées (2017 → 2020)                                                   |
| juillet 2020 | en cours     | Valérie Revel      | PS               | Médecin en Gériatrie et Santé Publique Vice-présidente chargée des politiques communautaires de solidarité CA Pau Béarn Pyrénées (2020 → ) |